# Vasvárfreden
Vasvárfreden var en fredstraktat mellem Habsburg og Det Osmanniske Rige, som blev indgået, efter at den habsburgske hær besejrede osmannerne i Slaget ved Sankt Gotthard i dagens Ungarn den 1. august 1664. Fredstraktaten varede i omkring tyve år. I 1683 brød en borgerkrig ud mellem de rivaliserende parter, som kulminerede i slaget ved Wien.